# 인천광역시수산기술지원센터
인천광역시수산기술지원센터(仁川廣域市水産技術支援센터)는 수산기술 지도보급 등 수산지도업무의 효율적 추진을 위하여 설치된 인천광역시청 소속기관이다. 인천광역시 미추홀구 용정공원로83번길 15에 위치하고 있다.

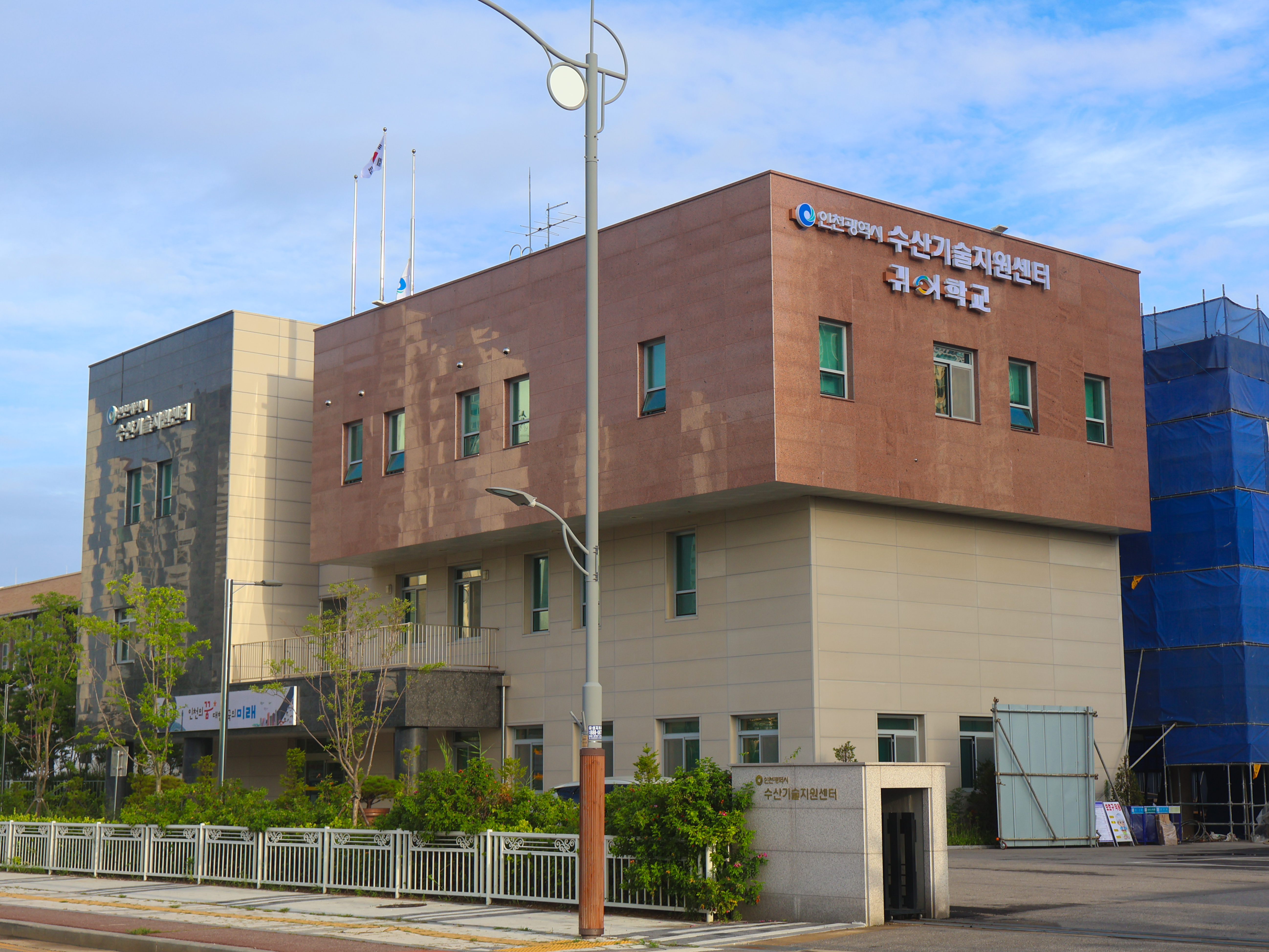
2024년 7월

## 설치 근거
- 인천광역시 행정기구 설치 조례 제82조[1]

## 소관 업무
1. 어촌지도사업 종합계획 수립·조정
2. 어업인 교육훈련 및 기술지도
3. 어업경영인(어업후계자, 전업·선도경영인 등) 육성·기술지도
4. 어장환경 및 수산물 안전성 조사
5. 양식어장 수산질병 관리 및 재해예찰
6. 자율관리어업 공동체 기술지원
7. 수산물 원산지 표시제 지도·단속
8. 그 밖에 수산업 개발을 위한 시험·연구 등 필요한 사업